# Андрі (озеро)
А́ндрі (ест. Andri järv) — природне озеро в Естонії, у волості Вастселійна повіту Вирумаа.

## Розташування
Андрі належить до Чудського суббасейну Східноестонського басейну.
Озеро лежить на південь від села Тсолі на висоті 175 м над рівнем моря. На відстані 250 м на захід від водойми тече річка Піуза (Piusa jõgi).
Акваторія озера входить до складу природного парку Гаанья (Haanja looduspark).

## Опис
Загальна площа озера становить 1,5 га. Довжина берегової лінії — 833 м.